# محمد عبدالله (بازیکن فوتبال، زاده ۱۹۸۱)
محمد عبدالله (عربی: محمد عبدالله؛ زادهٔ ۲۳ مهٔ ۱۹۸۱) بازیکن فوتبال اهل مصر بود.
از باشگاه‌هایی که در آن بازی کرده‌است می‌توان به باشگاه ورزشی زمالک، باشگاه ورزشی اسماعیلی، باشگاه فوتبال کونیااسپور، باشگاه ورزشی الاهلی مصر، باشگاه ورزشی زمالک و تیم ملی فوتبال مصر اشاره کرد.
وی همچنین در تیم ملی فوتبال مصر بازی کرده‌است.